# Carlos Rubio (futbolista)
 Carlos Rubio es un jugador de fútbol, nacido en Leon, México el 4 de marzo de 1991. juega en la defensa del Club Tijuana en la Primera División de México.

## Clubes
| Club               | País   | Año         |
| ------------------ | ------ | ----------- |
| Club Tijuana       | México | 2010 - 2012 |
| Murciélagos FC     | México | 2013        |
| Dorados de Sinaloa | México | 2014        |

## Palmarés

### Campeonatos nacionales
| Título                          | Club         | País   | Año  |
| ------------------------------- | ------------ | ------ | ---- |
| Torneo Apertura Liga de Ascenso | Club Tijuana | México | 2010 |
| Final de Ascenso                | Club Tijuana | México | 2011 |
| Torneo Apertura                 | Club Tijuana | México | 2012 |